# Yelena Davýdova
Yelena Víktorovna Davýdova (en ruso Еле́на Ви́кторовна Давы́дова) - n. el 7 de agosto de 1961 en Vorónezh, Rusia. Gimnasta que compitió por la Unión Soviética y ganó la medalla de oro en la competición individual de los Juegos Olímpicos de Moscú 1980.

## Primera etapa
Comenzó a hacer gimnasia con 6 años, en el Club Spartak de Vorónezh, tras ver en televisión las hazañas de Larissa Petrik y Natalia Kuchinskaya, dos campeonas olímpicas soviéticas de los años 60.
En 1974 entró a formar parte del equipo nacional junior de la URSS. En 1975 fue tercera en los campeonatos junior de la URSS, ganando el oro en salto y barras asimétricas.
Gracias a esto entró a formar parte del equipo nacional senior. En 1976 fue 2.º en los Campeonatos senior de la URSS, ganando el oro en paralelas asimétricas y la plata en suelo.
Precisamente en ese año se dio a conocer internacionalmente, durante la primera edición de la American Cup, celebrada en Orlando, Estados Unidos. Allí asombró a todos en su ejercicio de barra de equilibrios, al hacer una salto mortal hacia atrás que nadie hasta entonces había realizado. Acabó tercera en esa competición, que fue ganada por la rumana Nadia Comaneci, una gimnasta a la que Davýdova admiraba mucho.
Pese a sus buenas actuaciones ese año, Davýdova no fue incluida en el equipo soviético para los Juegos Olímpicos de Montreal 1976. La entrenadora del equipo era la antigua campeona olímpica Larissa Latynina, quien defendía el estilo clásico de gimnasia, frente a las nuevas tendencias de gimnastas pequeñas y de gran potencia muscular que representaban Olga Kórbut, Nadia Comaneci o la propia Davýdova, y por eso no la incluyó.
En 1977 sufrió una lesión en la rodilla que a punto estuvo de apartarla de la gimnasia. Pero ella consiguió recuperarse.
En 1978 ganó la Copa Cunichi, un prestigioso torneo internacional que se celebra cada año en Japón, y donde derrotó a la alemana oriental Maxi Gnauck, una de las mejores gimnastas del mundo. En los Campeonatos del Mundo de 1978 celebrados en Estrasburgo, Francia, fue suplente del equipo soviético, y no llegó a competir.
Tampoco participó en los mundiales del año siguiente que tuvieron lugar en Fort Worth, Estados Unidos, aunque en este caso se debió a una gripe. Sí acudió a la Universiada de Ciudad de México de 1979, donde ganó por equipos con la URSS y fue tercera en la competición individual.

## Juegos Olímpicos de Moscú
1980 sería su gran año. Se proclamó por primera vez campeona absoluta de la URSS.
El equipo que acudiría a los Juegos Olímpicos de Moscú 1980 se decidió en la Copa de la URSS, celebrada en junio en Kiev, Ucrania. Allí Davýdova ganó cómodamente por delante de su principal rival, Natalia Shaposhnikova.
La gran favorita para ganar en los Juegos de Moscú y repetir su título de cuatro años antes era la rumana Nadia Comaneci. Antes de los Juegos el entrenador de Comaneci ya había señalado que Davýdova sería su rival más peligrosa.
Las competiciones tuvieron lugar en el Palacio de los Deportes Luzhniki de la capital rusa. Primero se celebró la competición por equipos, cuyas puntuaciones cuentan también para la competición individual y para las finales por aparatos. La victoria correspondió a la Unión Soviética, por delante de Rumanía y Alemania Oriental. Davýdova se clasificó para la competición individual y para las finales se suelo y paralelas asimétricas.
La competición individual se celebró el 24 de julio. Tras las dos primeras rotaciones de las cuatro de que constaba la competición, la alemana Maxi Gnauck iba 1.ª, Davýdova 2.ª y Comanceci estaba empatada con Shaposhnikova en el 3.ª lugar. 
En la tercera rotación falló la alemana Gnauck, que solo obtuvo un 9.7 en salto. Davýdova estuvo a gran nivel en salto con un 9.9, pero Comaneci hizo un ejercicio perfecto en asimétricas puntuado con un 10.00. Esto convirtió a Comaneci en líder provisional de la prueba con escasa ventaja sobre Davýdova, a falta solo de un ejercicio.
El último ejercicio de Davýdova era en las paralelas asimétricas. Si fallaba, el oro sería para Comaneci o Gnauck. Además su ejercicio incluía un Tkatchev, vuelta bastante arriesgada que ninguna otra gimnasta realizaba en esa época. No falló, e hizo un ejercicio fantástico, que fue puntuado con 9.95
Tras esta actuación solo Nadia Comaneci podía quitarle ya la medalla de oro. Comaneci necesitaba al menos un 9.925 en su ejercicio de barra de equilibrios para ganar el oro. Su ejercicio fue bueno, aunque cometió pequeños fallos.
La polémica saltó a la hora de dar las puntuaciones de los cinco jueces. De las cinco notas se descartaban la más alta y la más baja, y se hacía la media con las otras tres. La juez búlgara le dio un 10, la checa 9.9, la soviética 9.8 y la polaca también 9.8 Con estas notas el ejercicio de Comaneci era de 9.833, insuficiente para ganar a Davýdova. Faltaba la puntuación de la jueza rumana. 
La jueza rumana se llamaba Maria Simionescu, era amiga de Comaneci y estaba muy vinculada al equipo rumano. Además había sido gimnasta olímpica y obviamente no era imparcial. Simionescu se dio cuenta de que aunque le diera un 10 a Comaneci, no podía cambiar la victoria de Davýdova ya que el promedio quedaría en 9.9. Así que se negó a subir su puntuación al marcador, y esto ocasionó un grave incidente que mantuvo parada la competición durante media hora. Finalmente la nota salió y Yelena Davýdova pudo por fin celebrar su triunfo olímpico. La plata fue compartida entre Nadia Comaneci y la alemana oriental Maxi Gnauck, que acabaron empatadas.
En las finales por aparatos que se celebraron dos días más tarde, Davýdova obtuvo una medalla de plata en la barra de equilibrios. En la final de salto falló y se quedó fuera del podio.
A sus 18 años Davýdova se convirtió en una de las grandes estrellas de los Juegos, por haber derrotado a Nadia Comaneci, que parecía imbatible. En agosto de 1980 su rostro apareció en la portada de la edición europea de Newsweek.
Pese a todo, la prensa occidental intentó cuestionar la victoria de Davýdova, como hacían habitualmente con los logros de los deportistas soviéticos. Con ello demostraban un gran desconocimiento del sistema de puntuación en la gimnasia artística. En la comunidad gimnástica no había ninguna duda de que Davýdova había sido la mejor, y que incluso la distancia en las puntuaciones entre ella y Comaneci había sido demasiado corta. 
La propia Nadia Comaneci, en su libro Cartas a una gimnasta joven, dice de esta derrota que "(...) aquel día Yelena simplemente lo hizo mejor".

## Después de los Juegos
El 3 de julio de 1981, durante la celebración del 100º aniversario de la Federación Internacional de Gimnasia, en Montreux, Suiza, Davýdova fue invitada para realizar su famoso ejercicio de suelo, y se ganó una gran ovación de todos los presentes.
Su última competición internacional fueron los Campeonatos del Mundo de Moscú en 1981, en los que acabó tercera en el concurso general tras sus compatriotas Olga Bicherova (oro) y Maria Filatova (plata). Fue además la única gimnasta que disputó las cuatro finales por aparatos, en las que ganó una plata en suelo y un bronce en asimétricas.
Davýdova se retiró de la gimnasia en 1982.
El 1983 se casó con el entrenador de boxeadores Pável Filátov. Tuvieron dos hijos, Dmitri y Antón.
Acudió a la Universidad de Leningrado (actual San Petersburgo), y se doctoró en Pedagogía con una tesis titulada "Preparación no tradicional en las gimnastas de élite".
En 1987 comenzó a ser entrenadora de gimnasia y fue juez en muchas competiciones. En 1991 se trasladó a vivir a Canadá con su familia, y allí vive desde entonces. Actualmente trabaja como entrandora en Oshawa, Ontario, y ha acompañado al equipo canadiense en competiciones internacionales.